# Yin shi nan nu
Yin shi nan nu (chinês tradicional: 飲食男女; chinês simplificado: 饮食男女; pinyin: yǐn shí nán nǚ; Brasil: Comer Beber Viver / Portugal: Comer Beber Homem Mulher é um filme taiwanês de 1994 dirigido por Ang Lee.
Boa parte do elenco já havia atuado em O Banquete de Casamento, do mesmo diretor.
Em 2001, foi lançado um re-make, Tortilla Soup.
O filme foi um sucesso de crítica, com mais de 94% de aprovação entre 31 análises, segundo o site Rotten Tomatoes.